# Another角色列表

主要角色在动画版中的形象。由左至右：水野、樱木由加利、怜子、望月、敕使河原、榊原恒一、见崎鸣、雾果、藤冈未咲、风见、三神老师、赤泽泉美、千曳辰治

本列表列出了日本小说《Another》及其衍生动画、电影中的角色。

## 登場人物

### 夜見山北中學

#### 三年三組學生
以下角色皆有在原作小說、漫畫和動畫出場
榊原恒一（聲：阿部敦）
本作主角。榊原家的兒子，15岁。因為父親工作的關係，於1998年4月從東京轉學到夜見山北中學3年3班。又因氣胸住院，遲了一個月入學。興趣是看恐怖小說。其姓氏會讓人聯想到死亡（榊原與1997年神戶酒鬼薔薇聖斗事件兇手的綽號讀音相同，只是漢字不同）。在前一所學校參加過料理研究社，故烹飪技巧有相當的水準。現在的課外活動是美術社。
電影版災厄結束後與外祖母離開夜見山市。在2012年將有關災厄的錄音帶交給那年3年3班某個女學生。
見崎鳴（声：高森奈津美）
見崎家的養女，4歲時左眼失明，平時左眼帶著眼罩，左眼是她媽媽做的人偶義眼。興趣是畫畫，經常帶著素描本。曾在醫院的地下2樓跟恒一說話。在3年3班被當成是「不存在的人」，但因災厄沒有因此停止而取消此計策。故事最後表示一年半前他曾在水庫的路邊目睹過三神怜子被殺的經過，並指出本屆“死者”的真身。
赤澤泉美（声：米澤圓）
3年3班「對策委員會」委員長，外型為酒紅色綁雙馬尾。櫻木死後接替她成為新任女班長。性格使然她願意背負多種責任，控制能力強。認為意外之所以開始發生，是因為見崎沒有盡到身為「不存在的人」的本分，而理會恒一的搭話。漫畫中是柚香的朋友，動畫中則與杉浦多佳子關係很好，討厭敕使河原，並且有一個感情很好的堂哥。
敕使河原直哉（声：前野智昭）
恒一的好朋友，與風見一起長大。對學校運動服裝充滿癖好而時常穿著，在恒一搞不清楚班上的“災厄”事件時第一個阻止他與見崎說話，做事直言無諱但不動腦筋，關鍵時刻不靠譜。
望月優矢（声：山本和臣）
恒一的好朋友，教室座位坐在恒一左方。長相偏中性，姿容端麗，個性內向、優柔寡斷。是一個重要時刻總會樂意伸出援手的人。喜歡繪畫和三神老师，美術社成員。被沼田峯子追殺後生還。
風見智彥（声：市來光弘）
男班長，優等生，動畫版中帶著綠色眼鏡。與敕使河原是兒時玩伴。動畫中知道櫻木的心意，也暗戀著她。
櫻木由佳里（声：野中藍）
漫畫版譯作櫻木柚香。原先的女班長，個性含羞，很受同學們歡迎，動畫中暗戀風見智彥。
杉浦多佳子（声：福圓美里）
「對策委員會」成員。與赤澤泉美等人甚有交往。動畫版中很在意中尾。
高林郁夫（声：鷹野晶）
有先天性心臟病，臉上長著雀斑。其外祖父母是合宿屋敷的管理員。與榊原關係很好。
中尾順太（声：河西健吾）
「對策委員會」成員，長相偏凶狠。與赤澤和杉浦交往密切。對赤澤有好感。
前島學（声：河本啓佑）
劍道社成員。
和久井大輔（声：小林康介）
座位在恒一前方的學生，皮膚白皙，身高為全班最高（178cm） 瞇瞇眼，有氣喘病史。
小椋由美（声：野水伊織）
坐在赤澤後後方的女學生，髮色偏淺棕色，有一個哥哥。
水野猛
水野護士的弟弟。在原作和動畫版沒有參加合宿，但在漫畫版有參加。籃球社成員。
米村茂樹
坐在水野猛前面的男學生。籃球社成員。

##### 動畫版新增角色
綾野彩（声：平田真菜）
屬演劇部，與小椋由美關係要好，性格開朗。對懼怕的事有着極大的反應。
辻井雪人（声：淺利遼太）
坐在水野後方，戴著眼鏡的男學生。合宿事件時試圖要攻擊見崎卻意外把三神老師打傷；逃難時被掉下來的吊燈砸傷。
柿沼小百合（声：南條愛乃）
坐在敕使河原左方的女學生，戴眼鏡、綁辮子。合宿事件時被掉下來的吊燈砸傷。
王子誠（声：井上剛）
座位在恒一後方的學生。管樂社成員。
猿田昇（声：室元氣）
在和久井哮喘發作時照顧他。管樂社成員。
有田松子（声：古谷靜佳）
坐在小椋由美後面。合宿事件要找出口逃生時被炸出來，成為第一個成功逃生的學生。
川堀健藏（声：峰健一）
在合宿事件中一度被落下來的吊燈砸中，接著爬起來衝向大門時被燒斷的柱子砸中身亡。
渡邊珊（声：明坂聰美）
坐在赤澤後方的女學生，合宿事件時被掉下來的吊燈砸傷昏迷。
佐藤和江（声：嶋村侑）
坐在見崎前面的女學生，綁著馬尾，身高為女學生中最高（168cm），沒有參加合宿。
金木杏子
與松井亞紀是朋友。
松井亞紀
合宿期間被風見用刀刺穿頸部死亡。
中島幸子
沒有參加合宿。
江藤悠
坐在望月後面的女學生，偏酒紅短髮。游泳社成員。
藤卷奈緒美
沒有參加合宿。
多多良惠
外型為黑長直。管樂社成員。沒有參加合宿。

##### 電影版新增角色
山田 優
擁有爆炸髮型的男學生。
和久井 櫻子
赤沢的朋友。

#### 三年三組教師
久保寺紹二（声：三戶耕三）
夜見山北中學3年3班的班主任，與母親同住。壓力極大。
三神（声：宫牧美沙代（實為榊原奈绪子））
3年3班副班主任。另一身份是恒一的阿姨“三神怜子”。本届“死者”，在故事發生1年半前，身為3年3班主任的她受災厄影響，遭到連續杀人魔刺杀落入水库而死亡，於今年作為死者重新回歸3班。
千曳辰治（声：平田廣明）
26年前夜見山北中學3年3班的班主任，18年前辭去教職轉任第二圖書室管理員。

### 恒一的家族成員
子（声：榊原奈绪子）
恒一的阿姨，理津子的妹妹。15年前，就讀夜見山北中學3年3班。很照顾恒一，对其视如己出。
三神民江（声：有馬瑞香）
恒一的外祖母，动画和漫畫版中有駕駛執照。
三神亮平（声：矢田耕司）
恒一的外祖父，於喪女後出現腦退化症狀。
榊原陽介（声：喜多川拓郎）
恒一的父親，51歲。於大學任講師時認識當時還是學生的理津子，之後結婚。目前人在印度。認為恒一的氣胸是遺傳自他的。
榊原理津子
恒一的母親，26年前3年3班的學生。15年前回到娘家生下恒一後，受3年3班的災厄影響（當時妹妹怜子於夜見山北中學3年3班就讀），死於產後感冒，得年26歲。

### 其他
霧果（声：原田瞳）
鳴的養母與阿姨，本名為見崎幸代。人偶工匠，整天在工作室工作，對見崎鳴提供完好的生活環境及物質需求，教養上卻採放任主義。十分想念夭折的親生女兒。
水野沙苗（声：吉田聖子）
動畫版為水野早苗。恒一住院時負責照護他的護士，興趣與恒一同樣是看恐怖小說。她是恆一同班同學水野猛的姊姊，替恆一收集過關於見崎的相關資料。
藤岡未咲（声：五十嵐裕美）
鳴的表妹，實際上是雙胞胎妹妹，雖然是異卵但兩人十分相像。與鳴自小生活在不同的家庭。受災厄影響而患腎臟病，術後併發症身亡（動畫中是急性白血病），是本屆實際上的第一名犧牲者。
松永克巳（声：高橋伸也）
咖啡店「Inoya」的酒客，在15年前為3年3班的學生，與怜子是同班同學，並且意外中知道阻止災厄方法，且錄下自白錄音帶。

### Another Episode S 登場人物
賢木 晃也
Another Episode S 的叙述者。1987年夜見北3年3班學生。
因「災厄」在校外教學的車禍中左腳受傷，並在母親日奈子因「災厄」而心臟衰竭猝死後，全家搬離夜見山。
比良塚 想
小學六年級生。賢木之外甥。
與母親及繼父關係複雜。非常仰慕舅舅賢木，因賢木之死，大受打擊。
比良塚 月穗
想之母。賢木之姐。在想之生父去世後，與修司再婚。
比良塚 修司
月穗之丈夫。想之繼父。家族是當地名門，因自身的實業家關係而與見崎鳴之養父認識。
比良塚 美禮
月穗與修司之女。
矢木澤
賢木在1987年夜見北3年3班之女同學。曾在暑假時到「湖畔宅邸」居住以逃避「災厄」。後因「災厄」去世。
新居
賢木在1987年夜見北3年3班之男同學。曾在暑假時到「湖畔宅邸」居住以逃避「災厄」。後因「災厄」去世。
樋口
賢木在1987年夜見北3年3班之同學。曾在暑假時到「湖畔宅邸」居住以逃避「災厄」。存活。
御手洗
賢木在1987年夜見北3年3班之男同學。曾在暑假時到「湖畔宅邸」居住以逃避「災厄」。存活。
四宮 沙津希
賢木在1987年夜見北3年3班之女同學及初戀情人。實為當年的「死者」，在畢業典禮後消失。